# Groenhart (boomsoort)
In Suriname is groenhart een boom (Handroanthus serratifolius, synoniem: Tabebuia serratifolia). Deze groeit niet alleen in Suriname, maar komt wijdverbreid voor in de neotropen, met uiteraard andere, lokale namen. De boom wordt 8 tot 25 m hoog. De bloemen zijn 8 cm groot en de vruchten tot 50 cm.
In het droge seizoen verliest de boom zijn blad en is dan bedekt met prachtige heldergele bloesem.
De boom groeit in vochtig tropisch laagland tot op 800 meter hoogte en staat liever op een droge rand dan met zijn voeten in het water. Er is een voorkeur voor 700–1700 mm regen per jaar maar 500–2000 mm wordt getolereerd. Groenhart wordt onder andere in het Brokopondostuwmeer gevonden. De boom wordt ook als schaduwboom aangeplant.

## Hout
Het hout heet in Nederlands wel Surinaams groenhart, maar wordt veelal aangeduid met de (Braziliaanse) verzamelnaam ipé, een naam die ook gebruikt wordt voor andere Handroanthus (Tabebuia)-soorten. 
Surinaams groenhart is zeer hard, slijtvast en duurzaam: vers gezaagd heeft het een groene kleur, maar het verkleurt naar een donkere groenbruine tot bruine kleur. Het wordt onder andere gebruikt in de water- en scheepsbouw. Ook voor vloeren.

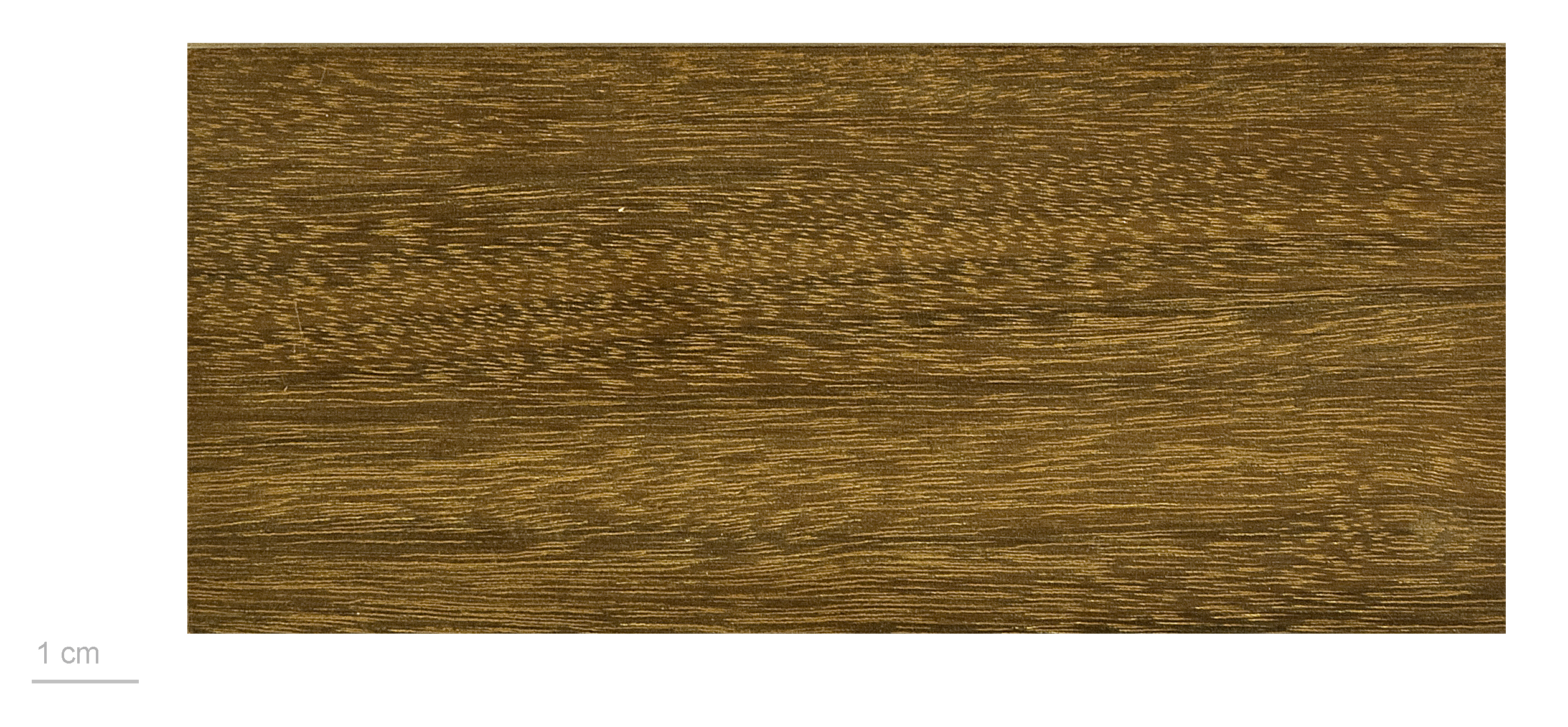
Het hout

Het kernhout onderscheidt zich duidelijk van het spint, dat een 12–88 mm brede roomkleurige rand eromheen vormt. Het hout is erg hard, sterk en duurzaam. Het weerstaat insecten en schimmels. Het is geschikt voor bielsen, palen, timmerwerk, handvatten en wordt als fineer gebruikt. Bij machinale bewerking is goede afzuiging van groot belang omdat het fijne stof dat vrij komt de huid en de longen kan irriteren. Het hout is ook zwaar. De volumieke massa  is 1075 kg/m3

## Afbeeldingen

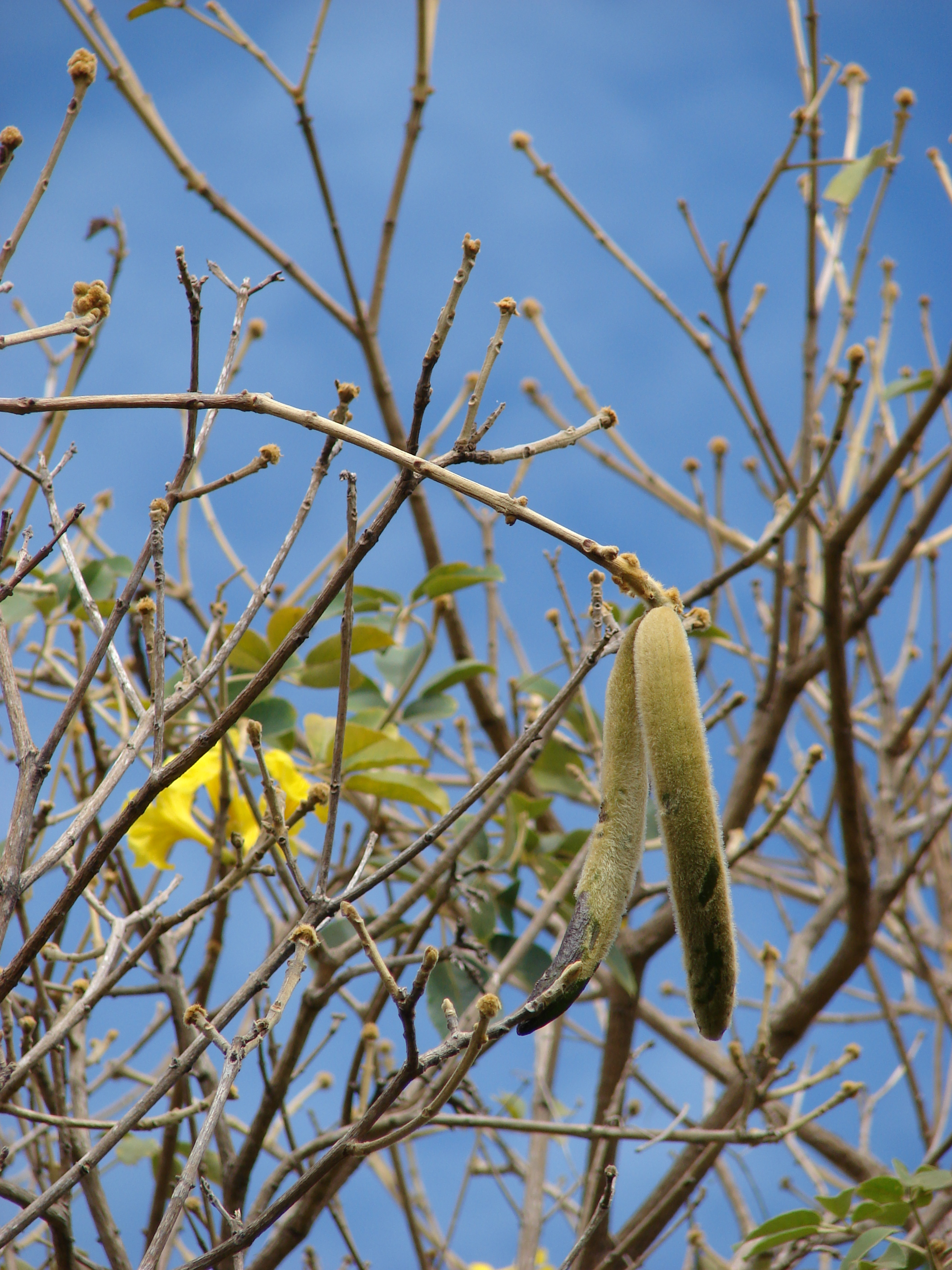
De peulen
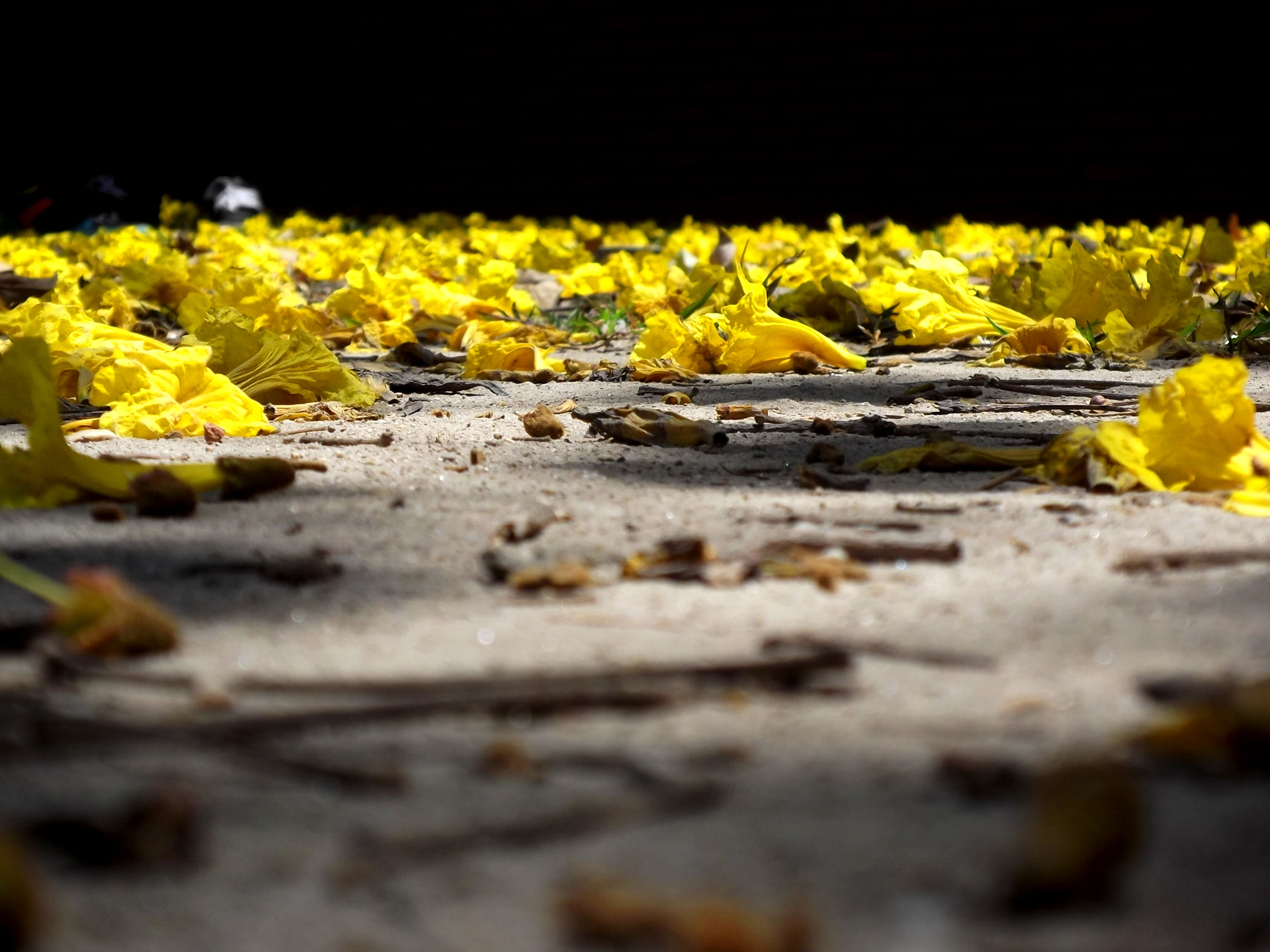
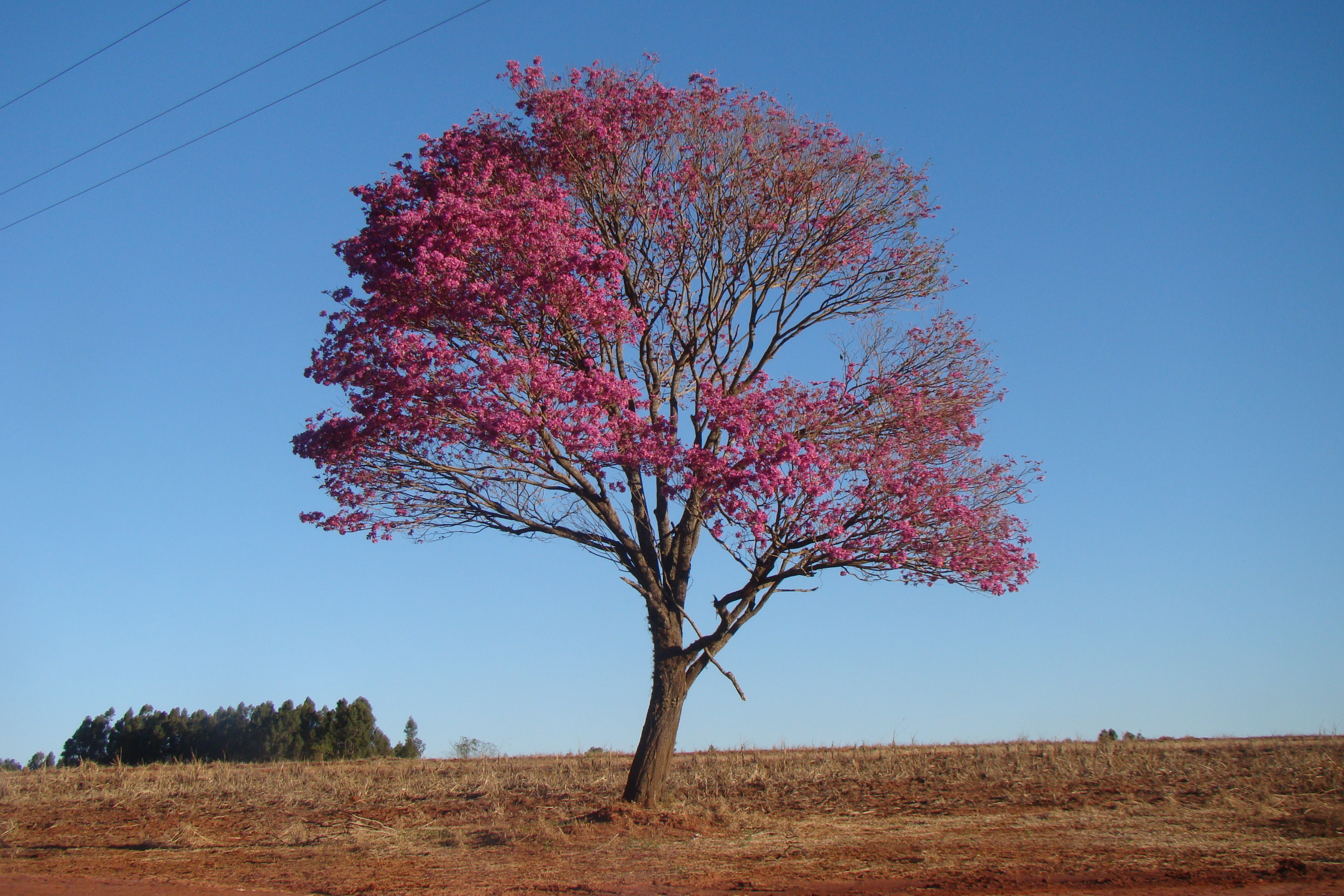